# Leptotes pulcher
The Beautiful Zebra Blue (Leptotes pulcher) là một loài bướm ngày thuộc họ Bướm xanh. Nó được tìm thấy ở Africa phía nam Sahara.
Sải cánh dài 18–24 mm đối với con đực và 18–26 mm đối với con cái. Con trưởng thành bay quanh năm, nhiều nhất vào từ tháng 11 đến tháng 5 in phía bắc và probably only the warmer months in South Africa.
Ấu trùng ăn Sesbania aegyptica và Sesbania sesban.